# Bacqueville
Bacqueville é uma comuna francesa na região administrativa da Normandia, no departamento de Eure. Estende-se por uma área de 11 km². Em 2010 a comuna tinha 639 habitantes (densidade: 58,1 hab./km²).